# 西遂寧郡
西遂宁郡，中国南北朝时设置的郡。
南朝齐以分遂寧郡为東遂寧郡、西遂寧郡，侨置西遂宁郡，属益州。《太平寰宇记》作南朝宋泰始五年（469年），治所在今四川蓬溪县附近。南朝梁移治今四川广汉市北新华镇（新兴场）。西魏夺取巴蜀，北周闵帝元年（557年）废郡改置怀中县。